# Ooencyrtus minor
Ooencyrtus minor är en stekelart som först beskrevs av Perkins 1906.  Ooencyrtus minor ingår i släktet Ooencyrtus och familjen sköldlussteklar. Inga underarter finns listade i Catalogue of Life.